# Mont Caume - mont Faron - forêt domaniale des Morières
Mont Caume - mont Faron - forêt domaniale des Morières este o arie protejată (sit de importanță comunitară — SCI) din Franța întinsă pe o suprafață de 11.304 ha, integral pe uscat.

## Localizare
Centrul sitului Mont Caume - mont Faron - forêt domaniale des Morières este situat la coordonatele 43°14′16″N 5°57′00″E / 43.23778°N 5.95°E.

## Înființare
Situl Mont Caume - mont Faron - forêt domaniale des Morières a fost declarat arie specială de conservare în baza directivei 92/43 din 1992 referitoare la conservarea habitatelor naturale și a faunei și florei sălbatice pentru a proteja 1 specie de plante și 19 specii de animale.

## Biodiversitate
Situată în ecoregiunea mediteraneană, aria protejată conține 25 de habitate naturale: Păduri de Ilex aquifolium, Păduri de Quercus ilex și Quercus rotundifolia, Galerii și tufărișuri riverane sudice (Nerio-Tamaricetea și Securinegion tinctoriae), Galerii de Salix alba și de Populus alba, Pante stâncoase calcaroase cu vegetație casmofită, Grohotișuri termofile și vest-mediteraneene, Izvoare petrifiante cu formare de travertin (Cratoneurion), Pseudostepă cu ierburi și specii anuale de Thero-Brachypodietea, Matorral arborescenți cu Juniperus spp., Lande oro-mediteraneene cu formațiuni endemice de grozamă, Păduri mediteraneene de Taxus baccata, Păduri pe pante, grohotișuri și ravene de Tilio-Acerion, Păduri termofile cu Fraxinus angustifolia, Ape puternic oligomezotrofe cu vegetație bentonică cu Chara spp., Cursuri de apă de la nivel de câmpie la nivel montan, cu vegetație Ranunculion fluitantis și Callitricho-Batrachion, Râuri mediteraneene cu debit intermitent, cu specii de Paspalo-Agrostidion, Pajiști carstice calcaroase sau bazofile, de Alysso-Sedion albi, Pajiști uscate seminaturale și facies de acoperire cu tufișuri pe substraturi calcaroase (Festuco-Brometalia) (* situri importante pentru orhidee), Pajiști umede mediteraneene cu ierburi înalte de Molinio-Holoschoenion, Liziere de ierburi înalte hidrofile de câmpie și de nivel montan până la alpin, Păduri de Olea și Ceratonia, Fânețe de joasă altitudine (Alopecurus pratensis, Sanguisorba officinalis), Pante stâncoase silicioase cu vegetație casmofită, Păduri de pin mediteraneene cu pini mezogeni endemici, Peșteri inaccesibile publicului.
La baza desemnării sitului se află mai multe specii protejate:
- plante (1): Arenaria provincialis
- mamifere (11): liliac cârn (Barbastella barbastellus), lupul (Canis lupus), liliac cu aripi lungi (Miniopterus schreibersii), liliac cu urechi mari (Myotis bechsteinii), liliac cu urechi de șoarece (Myotis blythii), liliac cu picioare lungi (Myotis capaccinii), liliac cărămiziu (Myotis emarginatus), liliac comun (Myotis myotis), liliacul mediteranean cu potcoavă (Rhinolophus euryale), liliacul mare cu potcoavă (Rhinolophus ferrumequinum), liliacul mic cu potcoavă (Rhinolophus hipposideros)
- nevertebrate (5): Austropotamobius pallipes, croitorul mare al stejarului (Cerambyx cerdo), fluturele auriu (Euphydryas aurinia), Euplagia quadripunctaria, rădașcă (Lucanus cervus)
- pești (3): Alosa fallax, Barbus meridionalis, clean dungat (Telestes souffia)

Pe lângă speciile protejate, pe teritoriul sitului au mai fost identificate 1 specie de păsări.